# Dresano
Dresano ist eine Gemeinde in der Metropolitanstadt Mailand, Region Lombardei. 

## Lage und Einwohner
Die Gemeinde Dresano liegt 25 km südöstlich von der Provinzhauptstadt Mailand entfernt und hat 3097 Einwohner (Stand 31. Dezember 2023). Die Autostrada A58 führt an der Gemeinde vorbei. Sie grenzt an die Provinz Lodi.
Die Nachbarorte von Dresano sind Mediglia, Tribiano, Mulazzano (LO), Colturano, Vizzolo Predabissi und Casalmaiocco (LO).

### Bevölkerungsentwicklung
Dresano zählt 988 Privathaushalte. Zwischen 1961 und 2021 stieg die Einwohnerzahl von 961 auf 3035. Dies entspricht einem prozentualen Zuwachs von 216 %.

## Geschichte

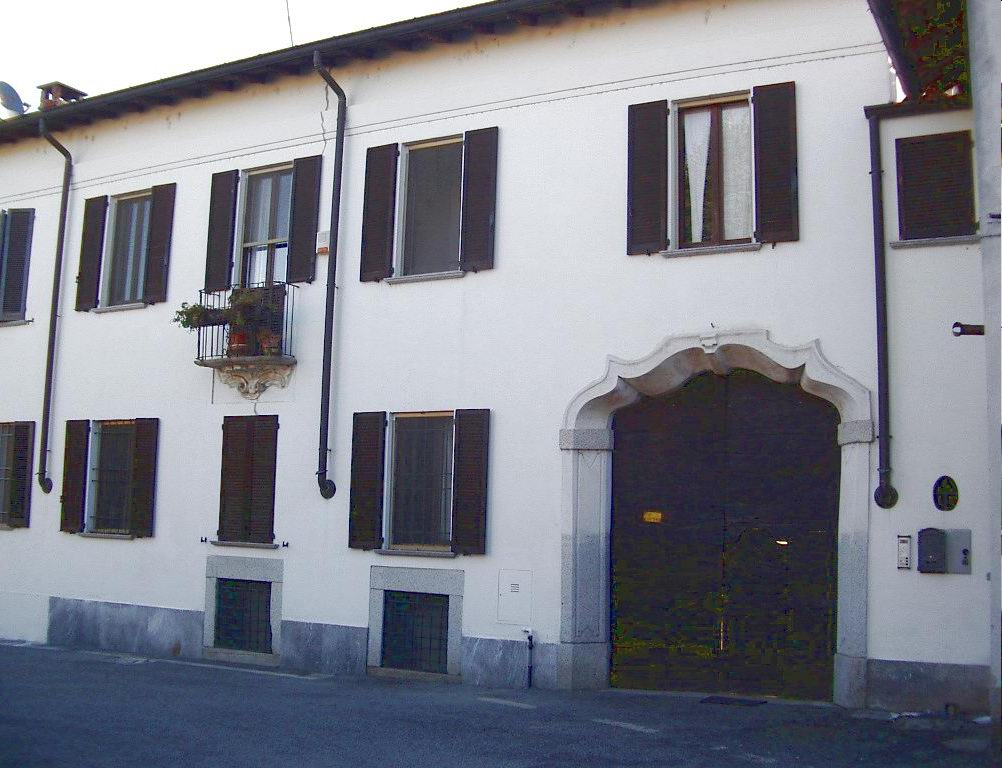
Das ehemalige Benediktinerkloster

Laut dem Lodi-Dichter Giovanni Giacomo Gabiano aus dem 16. Jahrhundert ist der Ortsname antiken Ursprungs und leitet sich vom Ausdruck „Dall'aer sano“ ab, der in Bezug auf die große Rekultivierungsarbeit verwendet wurde. Das ehemals sumpfige Gebiet wurde von den Mönchen aus dem Benediktinerkloster trockengelegt. Seitdem verschwand die Malaria. In den folgenden Jahren wechselten die Kirchen von Mailand und Lodi die Kontrolle über den Ort ab, was zur Folge hatte, dass das Lehen während der Kämpfe zwischen dem Papsttum und dem Imperium an verschiedene Adelsfamilien überging, darunter die der Capitanei von Cuzigo und die Capitanei von Cervignano d'Adda auf der Welfenseite. 
Nachdem es zu Beginn des 14. Jahrhunderts den Guelfen von Della Torre gehörte, gelangte es an die Viscontis der Ghibellinen-Partei und ging gegen Mitte des 15. Jahrhunderts an das Ospedale Maggiore von Mailand und 1546 an die Tassi-Fürsten von Neapel über, deren Nachfolger Ende des 17. Jahrhunderts die Familie Magnani wurde. Es gibt nicht viele Informationen über das Schicksal des Dorfes während der spanischen und österreichischen Herrschaft, während einige Katasterdokumente aus der zweiten Hälfte des 19. Jahrhunderts belegen, dass Alessandro Manzoni an diesem Ort auch Vermögenswerte besaß.

## Sehenswürdigkeiten
Das Vorhandensein von Denkmälern ist dürftig. Tatsächlich gibt es keine Gebäude von besonderer architektonischer Bedeutung, abgesehen von der Pfarrkirche, die San Giorgio Martire gewidmet ist und in der zweiten Hälfte des 19. Jahrhunderts auf einem älteren Sakralgebäude errichtet wurde, und der kleinen Kirche der Geburt Christi Mariens, die kürzlich im Madonnina-Dorf errichtet wurde. Interessant ist auch die Cascina Belpensiero aus dem 12. Jahrhundert. Vom Kloster sind noch Mauern und die große schwere Türe erhalten.

## Persönlichkeiten
- Francesco Acerbi (* 1988), Fußballspieler